# Награда Ханс Кристијан Андерсен
Награда Ханс Кристијан Андерсен  или Андерсенова награда је најпознатија међународна награда за дечју књижевност. Додељује је Међународни одбор за књиге за младе (енгл. International Board on Books for Young People, IBBY), сваке две године, једном савременом живом писцу и једном илустратору дечјих књига, за њихов „трајни допринос књижевности за децу”. Награда је први пут додељена 1956. године, а награда за илустрацију 1966. године. Награда се понекад назива и „Нобелова награда за књижевност за децу”.
Награда је названа по Хансу Кристијану Андерсену, данском писцу бајки из 19. века, а сваки добитник добија медаљу Ханса Кристијана Андерсена (златну медаљу са бистом Андерсена) и диплому. Медаље се додељују на бијеналном IBBY конгресу.

## Историја
Међународни одбор за књиге за младе (IBBY) основала је Јела Лепман педесетих година XX века. Награда Ханс Кристијан Андерсен је први пут предложена 1953. а додељена три године касније, 1956. године. Установљена је након Другог светског рата да подстакне развој висококвалитетних књига за децу. Награда је требало да се додељује сваке две године и првобитно је додељивана за појединачне радове који су објављени у претходне две године. Од 1962. године формални критеријуми за награду су измењени. Награда се додељује „живом аутору, за кога се сматра да је дао трајан допринос доброј књижевности за младе. При додели медаље биће узета у обзир комплетна дела аутора.“
Као одраз онога што је IBBY сматрао трендом повећања квалитета сликовница, награда је проширена на илустраторе од 1966. године. Од 1966. до 1996. године, другопласирани аутори су добијали „Изузетну препоруку“. Од 1998. године ово је замењено листом од три до четири „финалисте“.
Понекад се награда назива „Мала Нобелова награда“ или „Нобелова награда за књижевност за децу“[ и наводи се као „најважнија активност“ IBBY-ја.  Од 1992. године покровитељ награде је краљица Маргарета II Данска. Специјално издање, часопис Bookbird, које издаје IBBY, излази у тренутку доделе награде.

## Жири
Добитника Награде Ханс Кристијан Андерсен бира жири који саставља извршни комитет IBBY-ја. Председника жирија бира Генерална скупштина IBBY-ја. У почетку је било седам чланова, али је овај број повећан на осам, а од 2000. године на десет. Две године касније, жири је подељен на пет чланова који су се фокусирали на писање, а осталих пет на илустрације. Од жирија се очекује да буду компетентни у књижевности за децу и да представљају разнолику групу. Обично је потребно шест месеци да се прегледају кандидати и изабере победник.
Јела Лепман је била председница жирија за прве три награде, од 1956. до 1960. године, и остала је у жирију до своје смрти 1970. године, као председница  IBBY-ја, а затим и као почасни председник. Тренутни четворогодишњи мандати покривају два циклуса награђивања. Међу осталим значајним председницима су били Вирџинија Хевиленд (1970–1974), Патриша Кремптон (1982–1986) и Ана Марија Машадо (1986–1990).

## Добитници
| Година | Писци                   | Писци                | Илустратори          | Илустратори          |
| Година | Добитник                | Држава               | Добитник             | Држава               |
| ------ | ----------------------- | -------------------- | -------------------- | -------------------- |
| 1956.  | Елинор Фарџеон          | Уједињено Краљевство |                      |                      |
| 1958.  | Астрид Линдгрен         | Шведска              |                      |                      |
| 1960.  | Ерих Кестнер            | Немачка              |                      |                      |
| 1962.  | Мејндерт ДеЏонг         | САД                  |                      |                      |
| 1964.  | Рене Гијо               | Француска            |                      |                      |
| 1966.  | Туве Јансон             | Финска               | Алоис Кариџет        | Швајцарска           |
| 1968   | Џејмс Крус              | Немачка              | Јиржи Трнка          | Чехословачка         |
| 1968   | Хосе Мариа Санчез-Силва | Шпанија              |                      |                      |
| 1970.  | Ђани Родари             | Италија              | Морис Сендак         | САД                  |
| 1972.  | Скот О'Дел              | САД                  | Иб Спанг Олсен       | Данска               |
| 1974.  | Мариа Грипе             | Шведска              | Фаршид Месхали       | Иран                 |
| 1976.  | Сесил Бодкер            | Данска               | Татјана Маврина      | Совјетски Савез      |
| 1978.  | Пола Фокс               | САД                  | Свенд Ото С.         | Данска               |
| 1980.  | Бохумил Риха            | Чехословачка         | Суекићи Акаба        | Јапан                |
| 1982.  | Лижја Божунга Нунеш     | Бразил               | Збигњев Ричлицки     | Пољска               |
| 1984.  | Кристина Нестлингер     | Аустрија             | Мицумаса Ано         | Јапан                |
| 1986.  | Патриша Рајтсон         | Аустралија           | Роберт Ингпен        | Аустралија           |
| 1988.  | Ени М. Г. Шмит          | Холандија            | Дусан Калај          | Чехословачка         |
| 1990.  | Турмуд Хауген           | Норвешка             | Лизбет Цвергер       | Аустрија             |
| 1992.  | Вурџинија Хамилтон      | Сад                  | Квета Пацовска       | Чехословачка         |
| 1994.  | Мићио Мадо              | Јапан                | Јорг Мјулер          | Швајцарска           |
| 1996.  | Ури Орлев               | Израел               | Клаус Енсикат        | Немачка              |
| 1998.  | Катарина Петерсон       | САД                  | Томи Унгерер         | Француска            |
| 2000.  | Ана Марија Машадо       | Бразил               | Ентони Браун         | Уједињено Краљевство |
| 2002.  | Ејдан Чемберс           | Уједињено Краљевство | Квентин Блејк        | Уједињено Краљевство |
| 2004.  | Мартин Вадел            | Ирска                | Макс Велтијс         | Холандија            |
| 2006.  | Маргарет Махи           | Нови Зеланд          | Волф Ерлбрух         | Немачка              |
| 2008.  | Јург Шубигер            | Швајцарска           | Роберто Иноћенти     | Италија              |
| 2010.  | Дејвид Алмонд           | Уједињено Краљевство | Јута Бауер           | Немачка              |
| 2012.  | Марија Тереза Андруето  | Аргентина            | Петер Сис            | Чешка                |
| 2014.  | Нахоко Уехаши           | Јапан                | Роџер Мело           | Бразил               |
| 2016.  | Цао Венсјуен            | Кина                 | Ротраут Сузан Бермер | Немачка              |
| 2018.  | Еико Кадоно             | Јапан                | Игор Олејников       | Русија               |
| 2020.  | Жаклин Вудсон           | САД                  | Албертина Зуло       | Швајцарска           |
| 2022.  | Мари-Од Мјурај          | Француска            | Сузи Ли              | Јужна Кореја         |